# كريستيان بيشكوف
كريستيان بيشكوف (26 يناير 1996 في بلغاريا - ) هو لاعب كرة قدم بلغاري في مركز الوسط. لعب مع بوتيف فراتسا ونادي تشيرنو مور فارنا.

## وصلات خارجية
- كريستيان بيشكوف على موقع قاعدة بيانات كرة القدم.إي يو (الإنجليزية)
- كريستيان بيشكوف على موقع Soccerway.com (الإنجليزية)